# Palazzo des Capitano del Popolo (Perugia)
Der Palazzo des Capitano del Popolo ist ein historisches Gebäude in Perugia, Umbrien.
Er befindet sich im Stadtteil Porta di San Pietro, an der Piazza Giacomo Matteotti, und ist Sitz des Corte d’appello (Berufungsgericht) und der Generalstaatsanwaltschaft der Stadt Perugia sowie anderer Gemeindeämter.

## Geschichte
Auch bekannt als Palazzo del Bargello, wurde er für die Übertragung der Magistratur zwischen 1473 und 1481 von Gasparino d’Antonio und Leone di Matteo aus der Lombardei gebaut. Die Geschichte des Palastes geht Hand in Hand mit der Geschichte der gegenüberliegenden Piazza Grande (später „del Sopramuro“, heute „Giacomo Matteotti“), ursprünglich ein alter künstlicher Damm, der in der zweiten Hälfte des 13. Jahrhunderts anstelle eines steilen Geländes direkt vor den Mauern der Etrusker errichtet wurde. Der Grundriss des Platzes beruht tatsächlich auf einer Stützmauer (daher der alte Name), die auf der Klippe liegt und von Gewölben aus dem 14. Jahrhundert („Arconi“) im Osten gehalten wird, die im folgenden Jahrhundert als Lagerhäuser verwendet wurden.

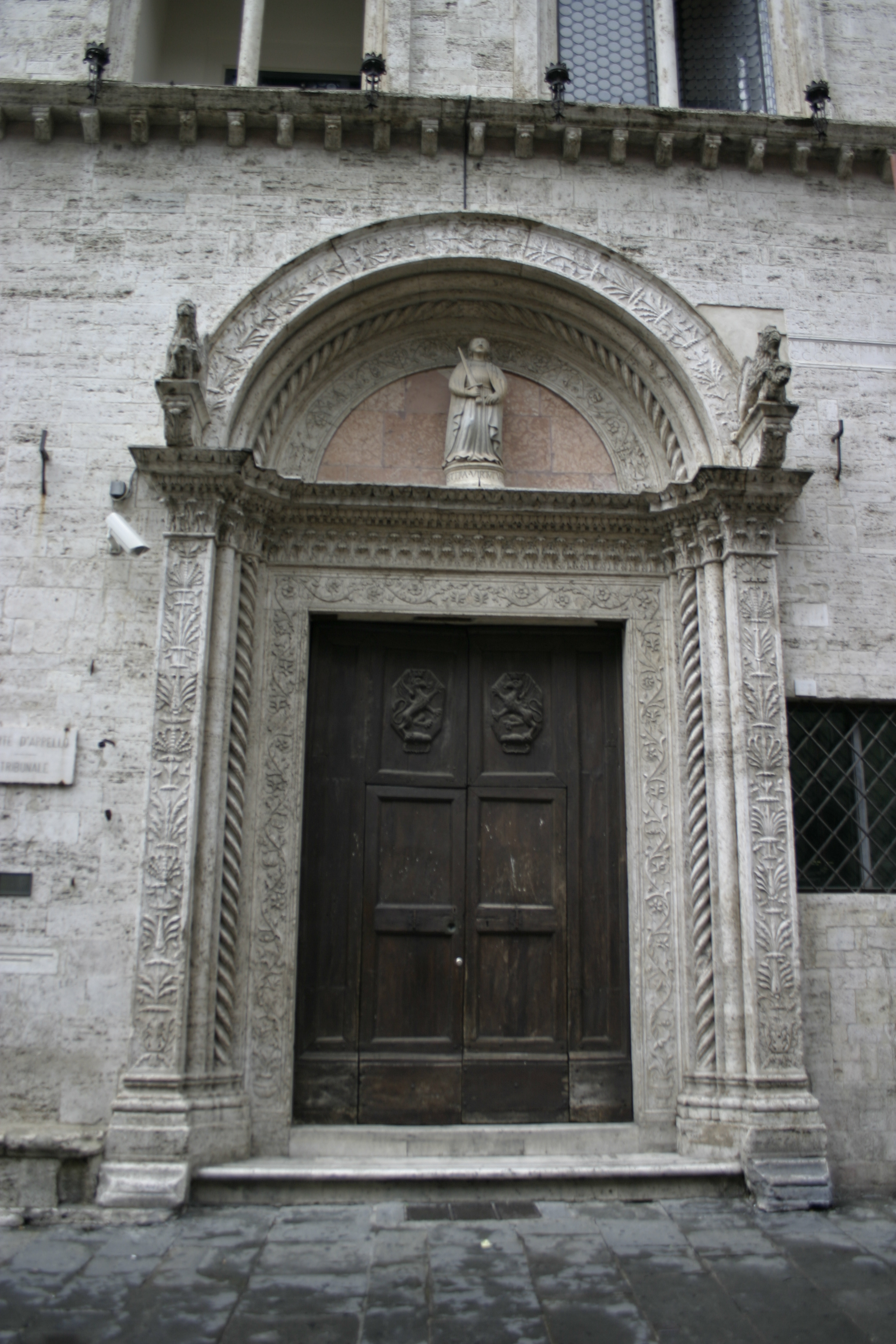
Das Portal

Der Komplex wurde gebaut, um den Platz zu schließen. Er sieht aus wie ein elegantes Renaissancegebäude mit gotischen Merkmalen. Hier wurde, als Sitz des Capitano del Popolo, ein Teil der Arbeit der Stadtverwaltung verrichtet. Das Portal ähnelt dem des nahegelegenen Palazzo dei Priori, und in seiner ursprünglichen Version hatte das Gebäude an der Spitze einen ebenso ähnlichen Zinnenring, der nach einem Erdbeben im Jahr 1741 abgetragen wurde. Der dritte Stock wurde später entfernt. Das Gebäude wurde dann von Luigi Vanvitelli aus Kampanien umgebaut und renoviert.
An der Fassade befinden sich vier Zwillingsfenster, die von Girlanden umgeben sind; im ersten Stock befindet sich die Loggia der Auktionatoren, die von großen Konsolen getragen wird. Das mit dünn gedrehten Säulen geschmückte Portal wird von zwei perugianischen Greifen überragt, die ein Kalb und einen Widder schnappen, und von einer Lünette mit einer Allegorie der Justitia in der Mitte, die als lächelnde Frau mit einem Schwert dargestellt wird: darauf anspielend ist die im unteren Teil stehende Inschrift „Iustitia Virtutem Domina“ („Justitia die Frau der Tugenden“) von 1472.
Links vom Palazzo del Capitano del Popolo befinden sich Spitzbögen, die zur Loggia dei Lanari und zum überdachten Markt von 1932 führen, sowie eine große Panoramaterrasse mit Blick auf die Mauer, Assisi, den Monte Subasio und Torgiano.

### Alte Universität

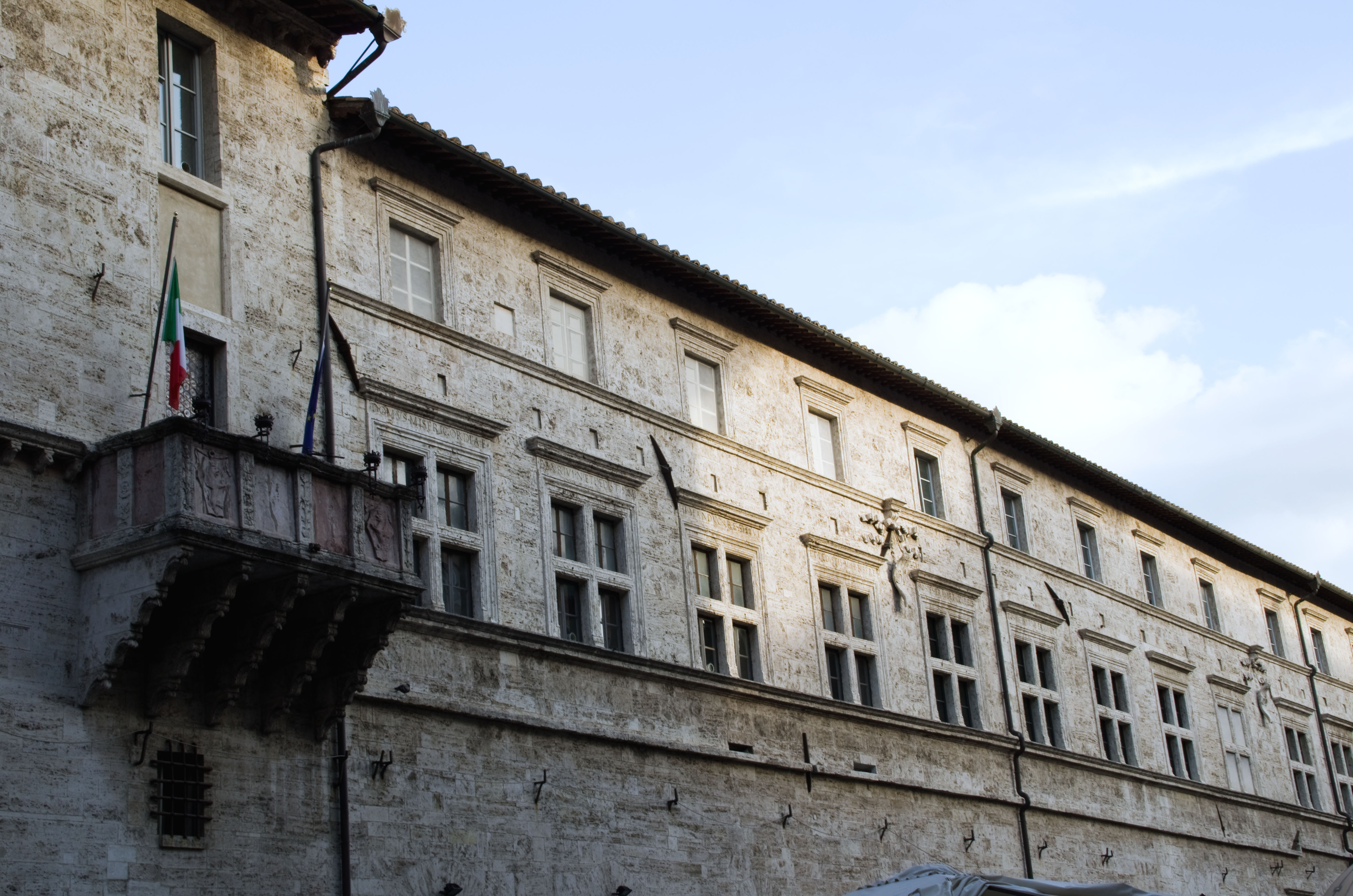
Front der alten Universität

Der angrenzende rechte Palast wurde 1453 mit dem Bau des Erdgeschosses mit Spitzbögen begonnen. Dreißig Jahre später beschloss Papst Sixtus IV., den Sitz des Studium Perusinum dorthin zu verlegen – die heutige Universität Perugia, eine der ersten freien Universitäten Italiens – zwischen 1490 und 1520 kamen die beiden folgenden Stockwerke mit Renaissance-Kreuzfenstern hinzu (ein Werk, das Fiorenzo di Lorenzo zugeschrieben wird).
Seit Anfang des 19. Jahrhunderts ist das Gebäude Sitz der Justizbehörden.

## Zugehörige Artikel
- Capitano del Popolo
- Universität Perugia